# Schwalbea americana
Schwalbea americana är en snyltrotsväxtart som beskrevs av Carl von Linné. Schwalbea americana ingår i släktet Schwalbea och familjen snyltrotsväxter. Utöver nominatformen finns också underarten S. a. australis.